# Pomnik Ofiar Obozu Zagłady w Treblince
Pomnik Ofiar Obozu Zagłady w Treblince – założenie przestrzenno-pomnikowe na terenie byłego niemieckiego nazistowskiego obozu zagłady Treblinka II, upamiętniające ok. 800 tys. Żydów z Polski i innych państw Europy, których zgładzono w tym miejscu w latach 1942–1943.
Pomnik został zaprojektowany przez rzeźbiarza Franciszka Duszeńkę i architekta Adama Haupta. Z powodu braku funduszy oraz opóźnień w przygotowaniu założeń projektowych i dokumentacji prawnej jego realizacja zajęła blisko dziewięć lat. Uroczyste odsłonięcie nastąpiło 10 maja 1964 roku. Uznawany jest za wybitne dzieło architektury pomnikowej i jedno z najbardziej poruszających upamiętnień Holocaustu w Polsce i na świecie.

## Historia

### Geneza

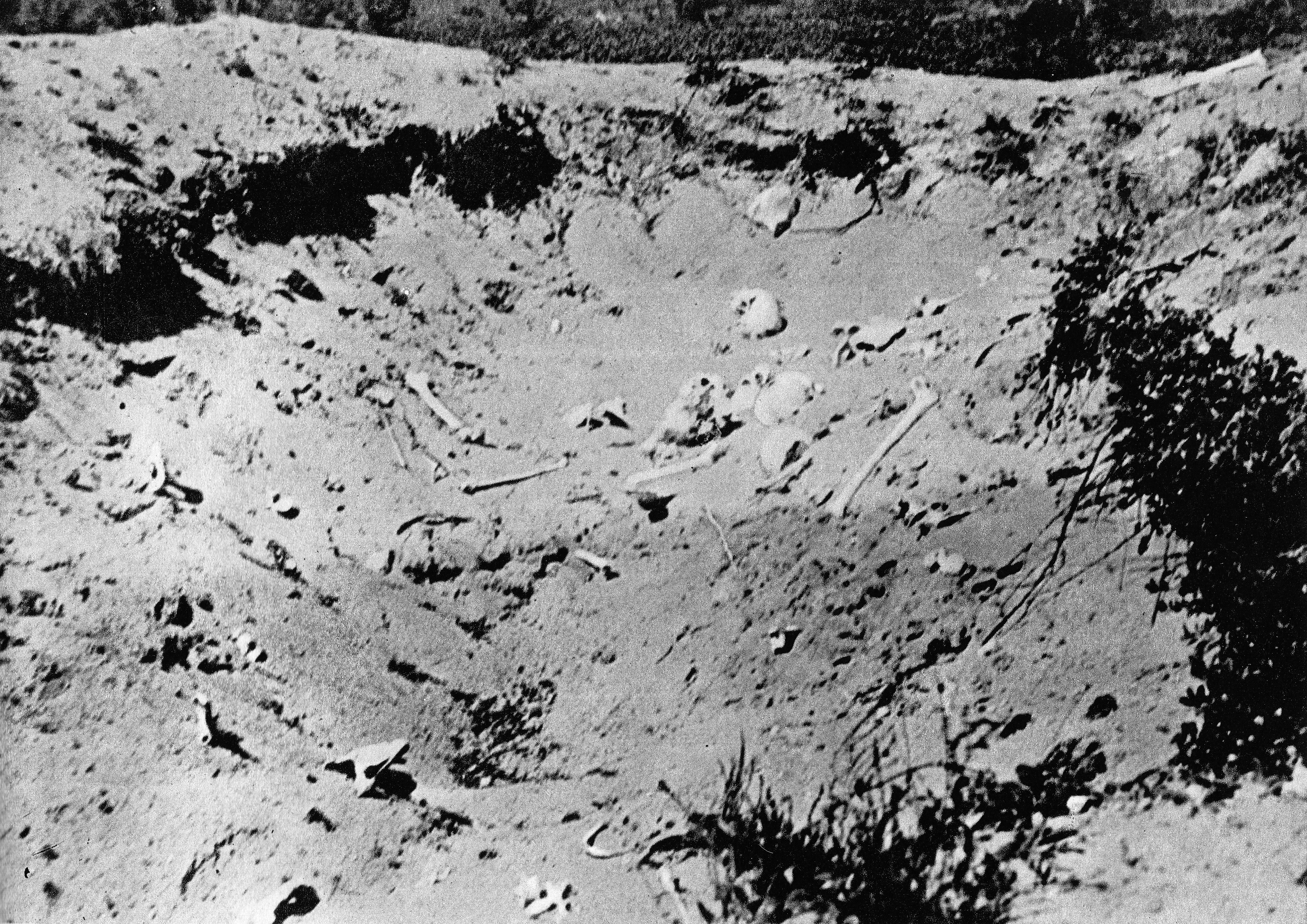
Teren byłego obozu sfotografowany latem 1945 roku

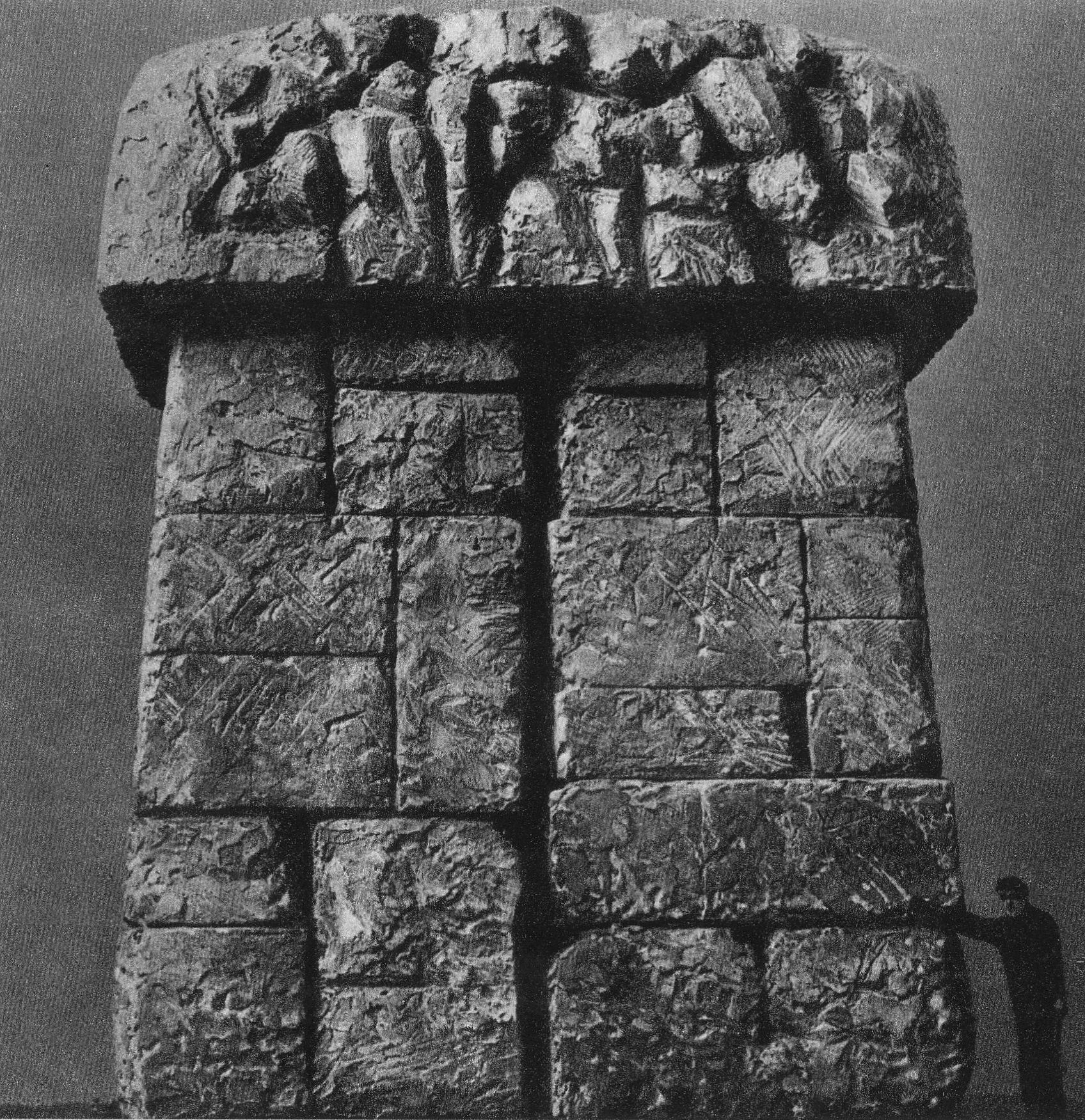
Model pomnika autorstwa Franciszka Duszeńki

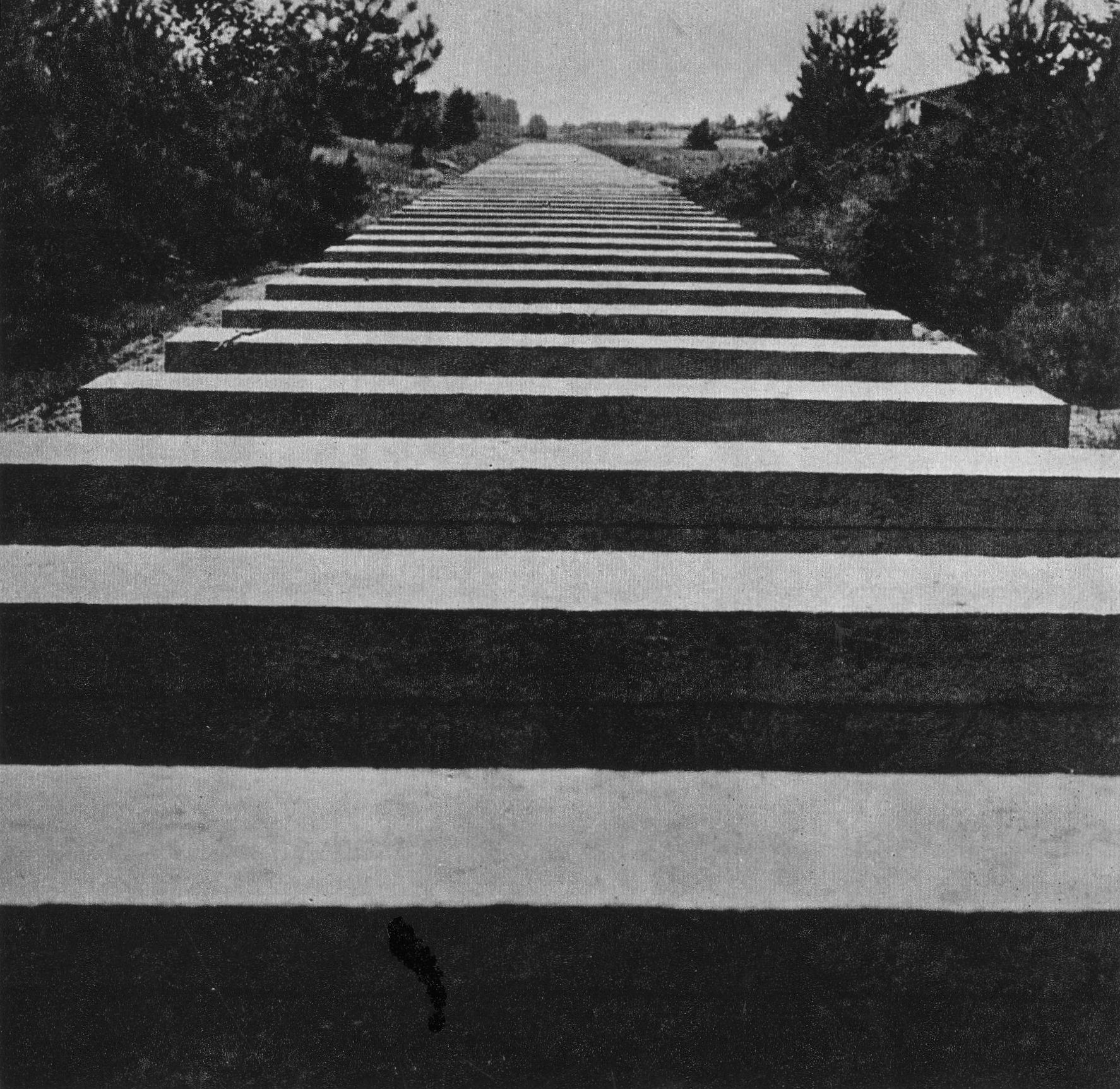
Budowa pomnika – symboliczny tor kolejowy. Początek lat 60. XX wieku

Obóz Treblinka II był jednym z trzech ośrodków zagłady utworzonych przez Niemców w ramach akcji „Reinhardt”. Funkcjonował od lipca 1942 roku, służąc eksterminacji ludności żydowskiej. W ocenie Jacka A. Młynarczyka minimalną liczbę jego ofiar należy szacować na 780 863 osoby. 2 sierpnia 1943 roku w obozie wybuchło powstanie, w którego trakcie zbiegło około 400 więźniów. Niedługo później Niemcy przystąpili do likwidacji obozu i zacierania śladów po jego istnieniu. Do 17 listopada 1943 roku rozebrano ogrodzenie i ocalałe budynki, a masowe groby, z których uprzednio wydobyto i spalono setki tysięcy zwłok, zasypano i obsiano łubinem. Na terenie poobozowym wzniesiono gospodarstwo rolne, na którym osadzono dwóch ukraińskich strażników z rodzinami.
Niemcy zostali wyparci z okolic Treblinki w sierpniu 1944 roku. W obawie przed zbliżającą się Armią Czerwoną obaj strażnicy podpalili wówczas zabudowania swojego gospodarstwa i uciekli wraz z rodzinami. Rok później jedynymi pozostałościami po farmie były resztki fundamentów budynku gospodarczego oraz wykop po piwnicy. Nie zachowało się ogrodzenie. Zostało ono, podobnie jak ruiny farmy, rozebrane przez miejscową ludność, która uzyskany w ten sposób materiał wykorzystała do odbudowy gospodarstw zniszczonych w czasie przejścia frontu. Po samym obozie zachowały się przede wszystkim pozostałości po rampie kolejowej; istniały one jeszcze w 1962 roku.
W pierwszych latach powojennych miejsce kaźni setek tysięcy Żydów pozostawało niezabezpieczone i nieupamiętnione. „Hieny cmentarne” – Polacy i żołnierze Armii Czerwonej – rozkopywali teren poobozowy w poszukiwaniu złota i kosztowności. Dopiero w 1947 roku, m.in. na skutek nacisków organizacji żydowskich, władze komunistyczne podjęły działania mające na celu zabezpieczenie terenu poobozowego i uczczenie ofiar. 2 lipca 1947 roku Sejm uchwalił ustawę o upamiętnieniu ośrodka zagłady Treblinka II oraz pobliskiego obozu pracy Treblinka I. Powołano Komitet Upamiętnienia Ofiar Treblinki, na którego czele stanął wojewoda warszawski Lucjusz Dura. 25 lipca 1947 roku, podczas pierwszego posiedzenia Komitetu, podjęto decyzję o rozpisaniu zamkniętego konkursu na projekt mauzoleum i zorganizowaniu zbiórki pieniężnej na sfinansowanie jego budowy. Do końca września władze prowizorycznie ogrodziły teren poobozowy i skierowały tam jednostkę wojskową, która zorganizowała stałą ochronę.
Do udziału w konkursie zaproszono ośmiu twórców, przy czym ostatecznie złożone zostały tylko cztery projekty upamiętnienia. 26 listopada jury, w którym zasiedli przedstawiciele Ministerstwa Kultury i Sztuki oraz Żydowskiej Centralnej Komisji Historycznej w Polsce, wybrało projekt autorstwa architekta krajobrazu Alfonsa Zielonki i architekta Władysława Niemca. Niedługo później zmalało jednak zainteresowanie sprawą upamiętnienia Treblinki. Projekt Zielonki i Niemca nie został zrealizowany. Komitet Upamiętnienia Ofiar Treblinki zaprzestał działalności w 1948 roku, prawdopodobnie na znak protestu przeciw bierności władz. Instytucje żydowskie także zaniechały poważniejszych działań. W 1949 roku wytyczono jeszcze geodezyjnie teren obozu, ogrodzono go drutem kolczastym oraz wytyczono alejki. W 1953 roku Ministerstwo Kultury i Sztuki oraz władze wojewódzkie zobowiązały Powiatowe Rady Narodowe w Węgrowie i Sokołowie Podlaskim do uporządkowania terenu byłego obozu zagłady. Podczas oględzin przeprowadzonych w czerwcu 1954 roku stwierdzono jednak, że wzniesione kilka lat wcześniej ogrodzenie zostało zniszczone, a na terenie poobozowym nadal działają „poszukiwacze skarbów”.

### Budowa pomnika
W 1955 roku Centralny Zarząd Muzeów i Zabytków Ministerstwa Kultury i Sztuki ogłosił kolejny zamknięty konkurs na zagospodarowanie terenów poobozowych w Treblince. Do udziału zaproszono zespoły z ośrodków akademickich w Warszawie, Krakowie i Gdańsku. Zwycięską pracą okazał się projekt autorstwa dwóch gdańskich twórców: rzeźbiarza Franciszka Duszeńki i architekta Adama Haupta.
Kamień węgielny pod budowę pomnika został wmurowany 21 kwietnia 1958 roku. W czerwcu tegoż roku Prezydium Wojewódzkiej Rady Narodowej w Warszawie zatwierdziło decyzję o uporządkowaniu i upamiętnieniu terenów poobozowych w Treblince, a wydział kultury WRN został zobowiązany m.in. do powołania Społecznego Komitetu Budowy Pomnika w Treblince. Niedługo później na inwestora wyznaczono Okręgową Dyrekcję Budowy Osiedli Robotniczych w Warszawie, a Zakładom Artystyczno-Badawczym stołecznej Akademii Sztuk Pięknych zlecono opracowanie dokumentacji technicznej projektu. W latach 1958–1960 na terenie poobozowym wykonano prace porządkowe. Założenia projektowe zostały natomiast przygotowane w październiku 1959 roku. Stały się przedmiotem dyskusji prowadzonych w ramach Międzyorganizacyjnej Komisji powołanej przez Radę Ochrony Pomników Walki i Męczeństwa oraz w ramach Komisji Oceny Projektów Inwestycyjnych przy warszawskiej ODBOR. Koszt budowy upamiętnienia oszacowano wstępnie na 15 mln złotych.
Realizacja projektu znacznie przeciągnęła się w czasie. Było to spowodowane przede wszystkim brakiem odpowiednich funduszy. Występowały także inne problemy. Budowa pomnika-mauzoleum wymagała wywłaszczenia obszaru o łącznej powierzchni 127 hektarów, znajdującego się w posiadaniu 192 właścicieli. Zgłaszane były zastrzeżenia co do szczegółowych założeń projektowych, zwłaszcza w odniesieniu do planowanej formy upamiętnienia byłego obozu pracy, postępowania z zachowanymi elementami obozowej infrastruktury, czy kwestii imiennego upamiętnienia znanych ofiar Treblinki. Zdaniem Katarzyny Radeckiej przyczyną zwłoki mogły być również narastające po odwilży październikowej nastroje antysemickie. Nie bez trudności przebiegały prace porządkowe w Treblince, gdyż robotnicy, a nawet wyznaczeni do pilnowania terenu milicjanci, współpracowali z „hienami” rozkopującymi teren poobozowy.
Na początku lat 60. wydarzenia takie jak proces Adolfa Eichmanna i podejmowane w Niemczech Zachodnich próby uznania zbrodni nazistowskich za przedawnione, stworzyły klimat polityczny sprzyjający przyspieszeniu prac nad upamiętnieniem Treblinki. W listopadzie 1960 roku Prezydium WRN w Warszawie zaakceptowało wstępny projekt upamiętnienia. W 1961 roku podjęto ostateczną decyzję o wzniesieniu pomnika-mauzoleum, a wykonanie prac zlecono Zakładom Artystyczno-Badawczym przy warszawskiej ASP. Do Haupta i Duszeńki dołączył przedstawiciel Zakładów, Franciszek Strynkiewicz, którego wkładem artystycznym w całość projektu stała się tzw. ściana straceń na terenie byłego obozu pracy Treblinka I. Utworzony w 1960 roku Komitet Honorowy Budowy Pomnika w Treblince, na którego czele stanął rektor Uniwersytetu Warszawskiego prof. Stanisław Turski, rozpoczął szeroko zakrojoną zbiórkę pieniężną. Wkrótce do zbiórki włączyły się także placówki dyplomatyczne PRL. Łącznie w kraju i za granicą udało się pozyskać kwotę 12 873 000 złotych. Pierwsze uroczystości przy nieukończonym jeszcze pomniku odbyły się w kwietniu 1963 roku. Realizację inwestycji zakończono natomiast w drugiej połowie tegoż roku. Odbiór techniczny robót trwał od 28 października do 29 listopada, natomiast odbiór artystyczny nastąpił  2 grudnia. Całkowity koszt budowy zamknął się kwotą 17 mln złotych.
Oficjalne odsłonięcie pomnika nastąpiło 10 maja 1964 roku. Dokonał go ówczesny wicemarszałek Sejmu, Zenon Kliszko. W uroczystości wzięło udział 30 tys. osób z Polski i zagranicy, w tym kilku ocalałych więźniów obozu zagłady, prezes Światowego Kongresu Żydowskiego Nachum Goldmann oraz przedstawiciele innych krajowych i zagranicznych organizacji żydowskich.
Założenie przestrzenno-pomnikowe na terenie byłego ośrodka zagłady weszło w skład Mauzoleum Walki i Męczeństwa w Treblince. W 1986 roku mauzoleum zostało przekształcone w oddział Muzeum Regionalnego w Siedlcach, a jego nazwę zmieniono na Muzeum Walki i Męczeństwa w Treblince. Obok terenu byłego ośrodka zagłady objęło ono: teren byłego obozu pracy, położone w jego pobliżu żwirownię i miejsce straceń, tzw. Czarną Drogę, która łączyła oba obozy. W 2018 roku muzeum stało się samodzielną samorządową instytucją kultury pod nazwą „Muzeum Treblinka. Niemiecki nazistowski obóz zagłady i obóz pracy (1941–1944)”.

## Wygląd pomnika

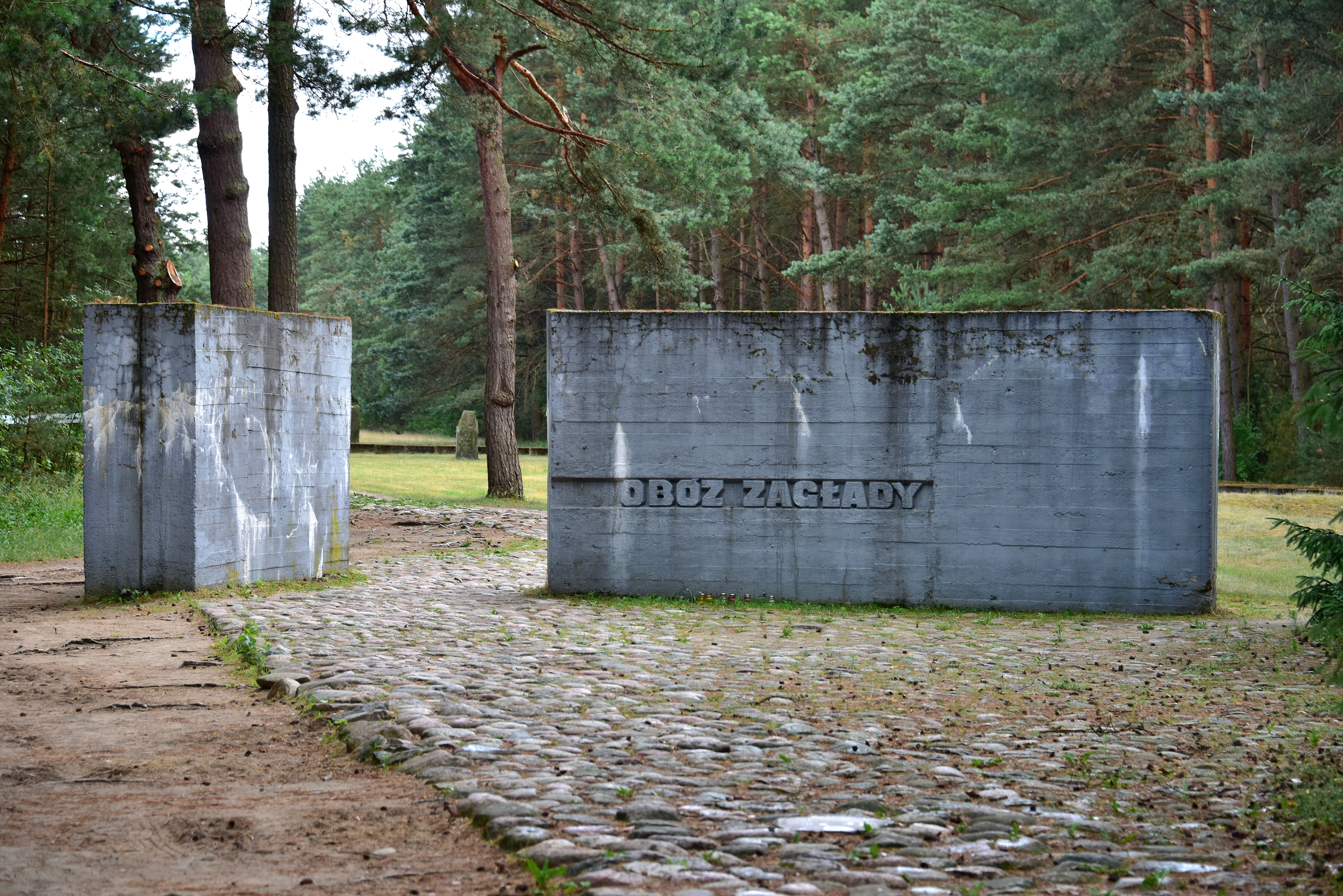
Symboliczna brama

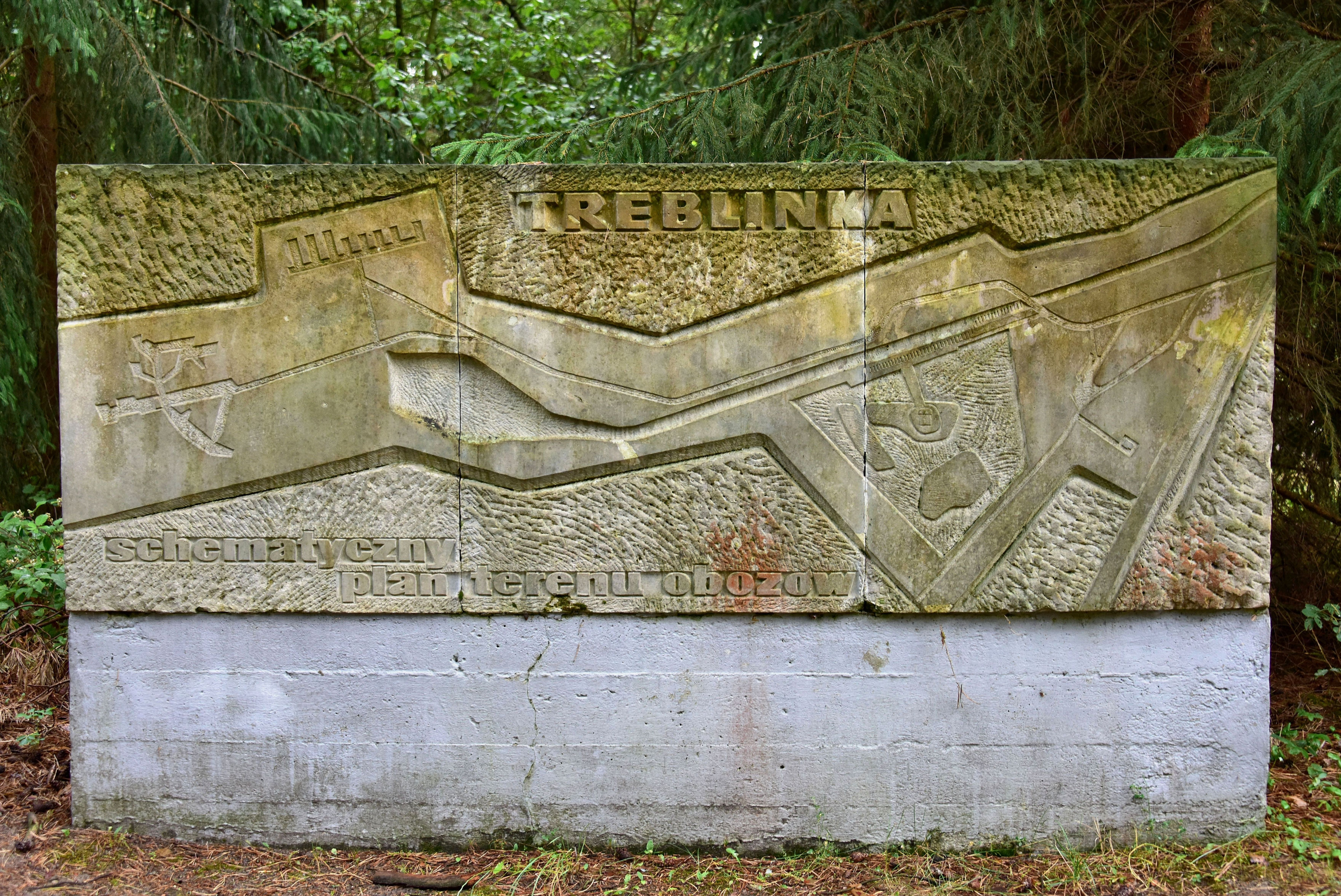
Kamienna tablica z mapą obozów Treblinka I i II

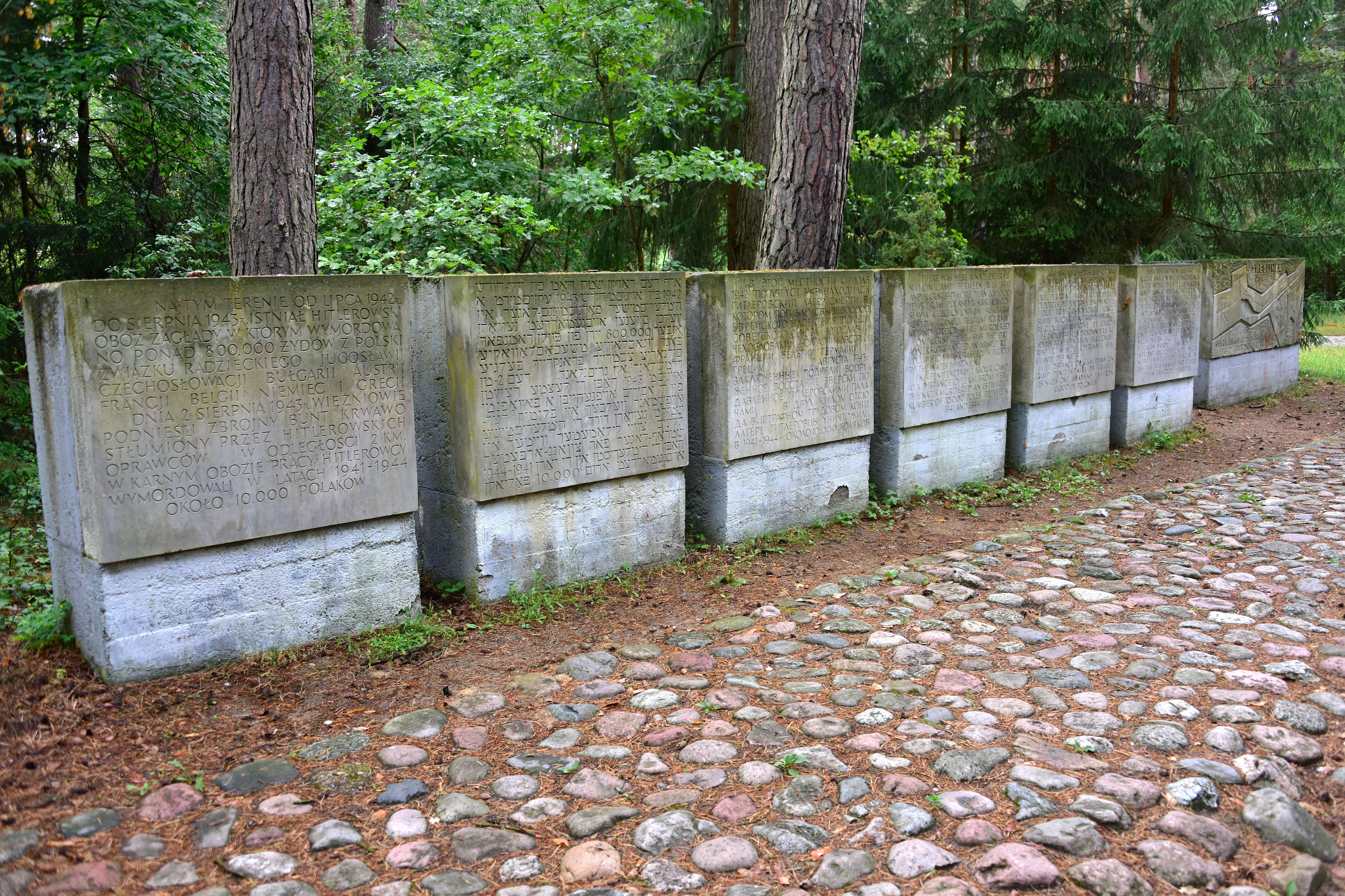
Kamienne tablice, na których w różnych językach opisano historię obozu

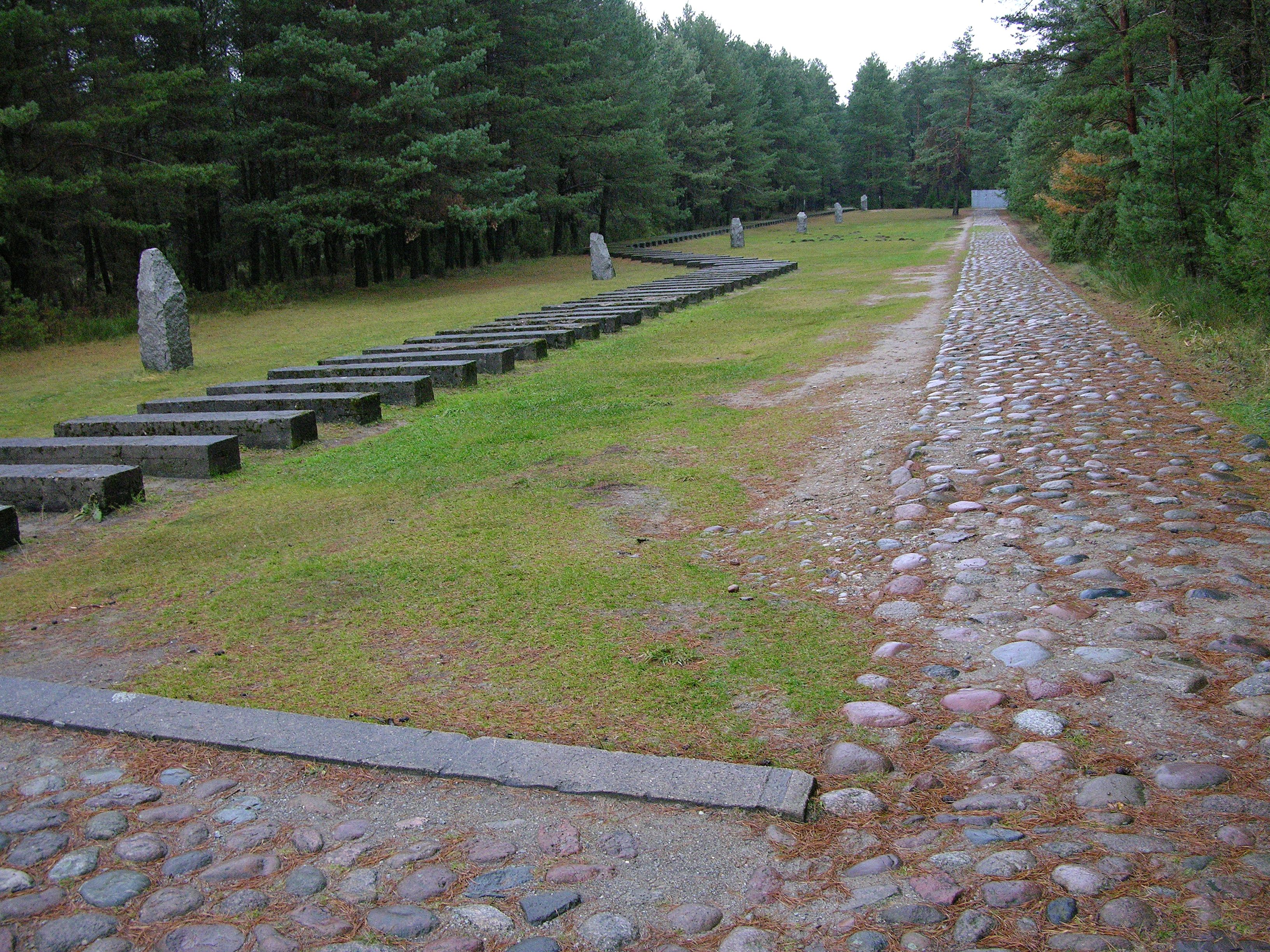
Brukowana droga prowadząca od bramy do symbolicznej rampy, po lewej symboliczny tor kolejowy

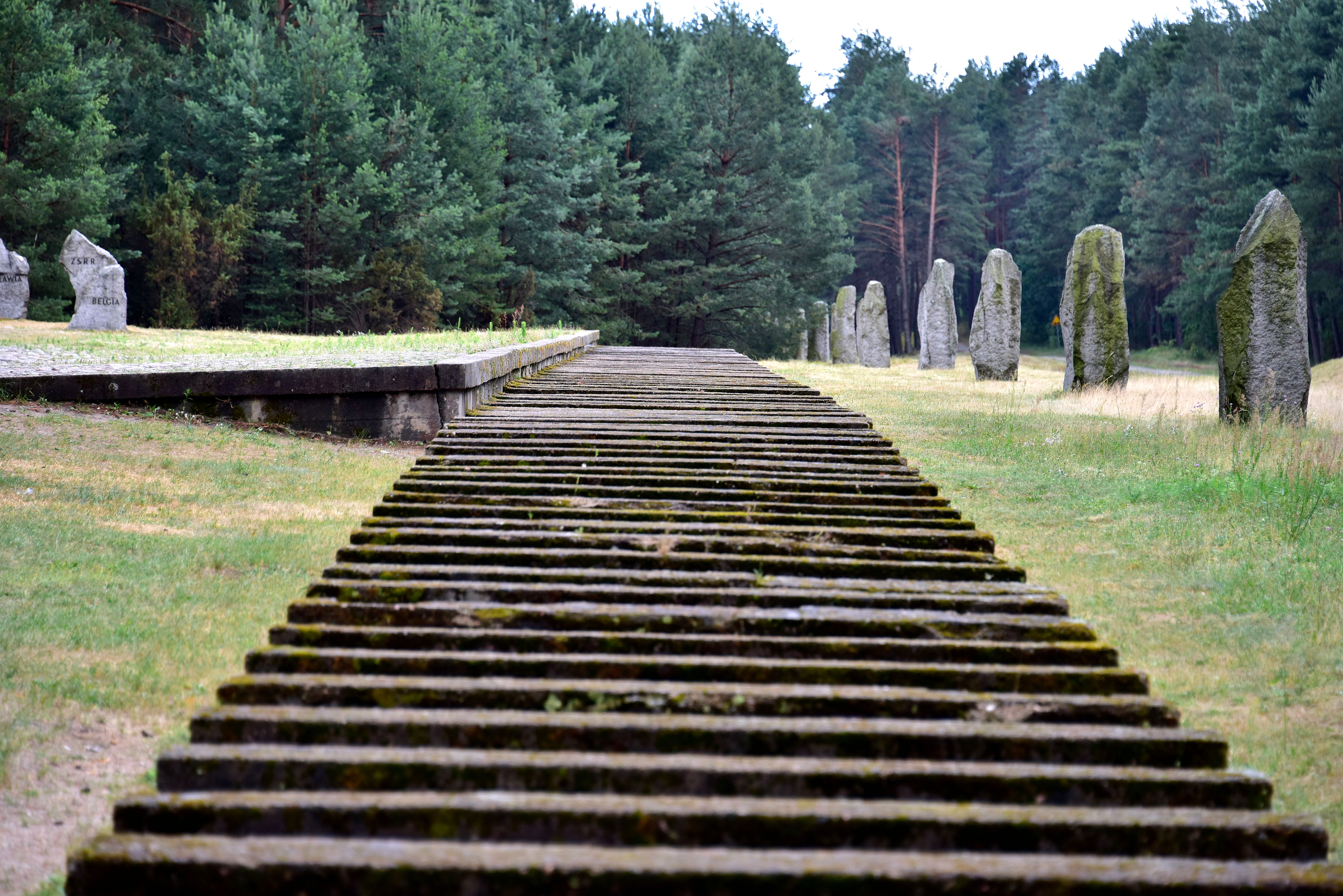
Symboliczny tor kolejowy. Po lewej rampa, po prawej słupy wyznaczające granicę obozu

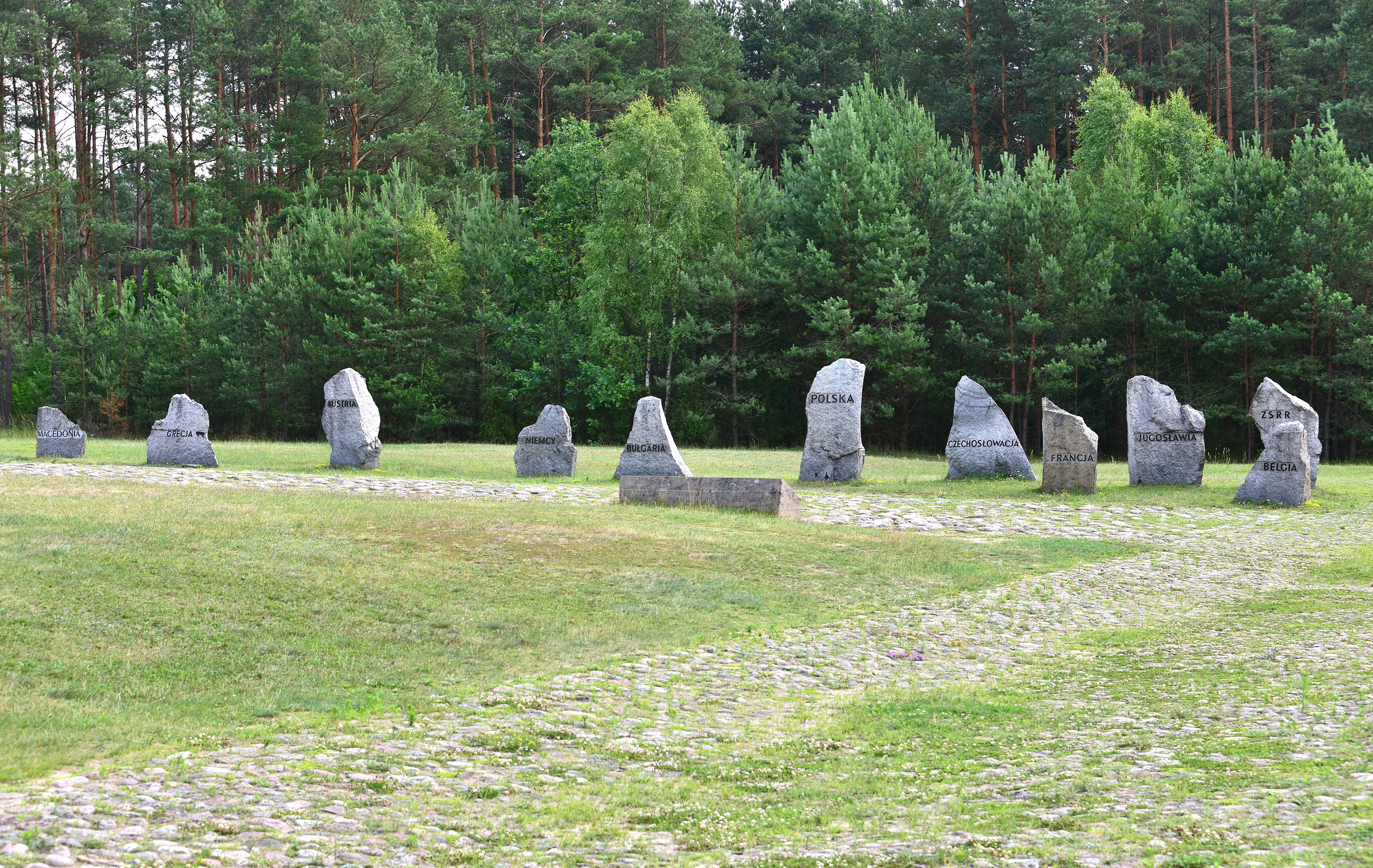
Brukowana droga prowadząca z rampy do centralnej części upamiętnienia z głazami z wyrytymi nazwami państw

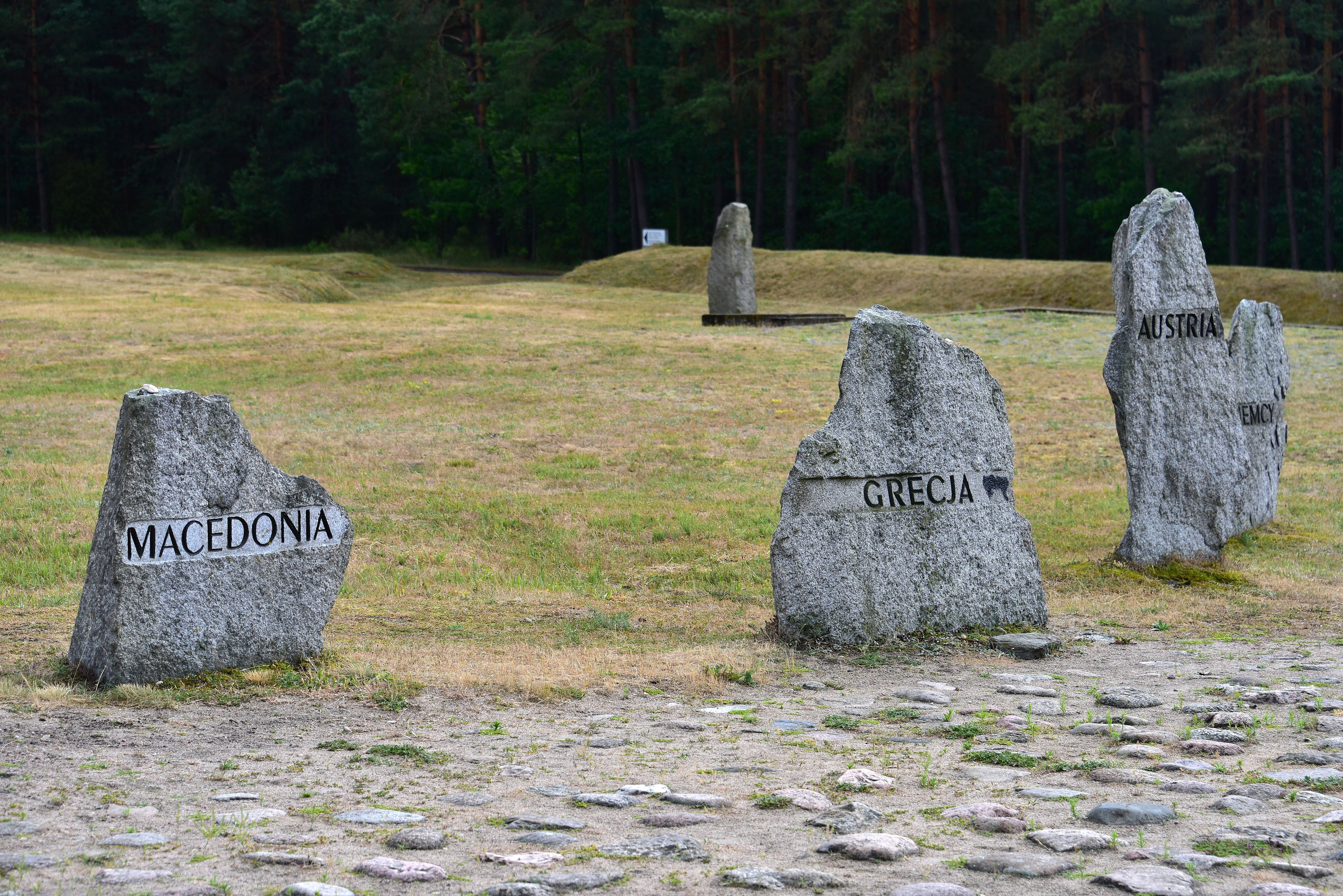
Głazy z wyrytymi nazwami państw

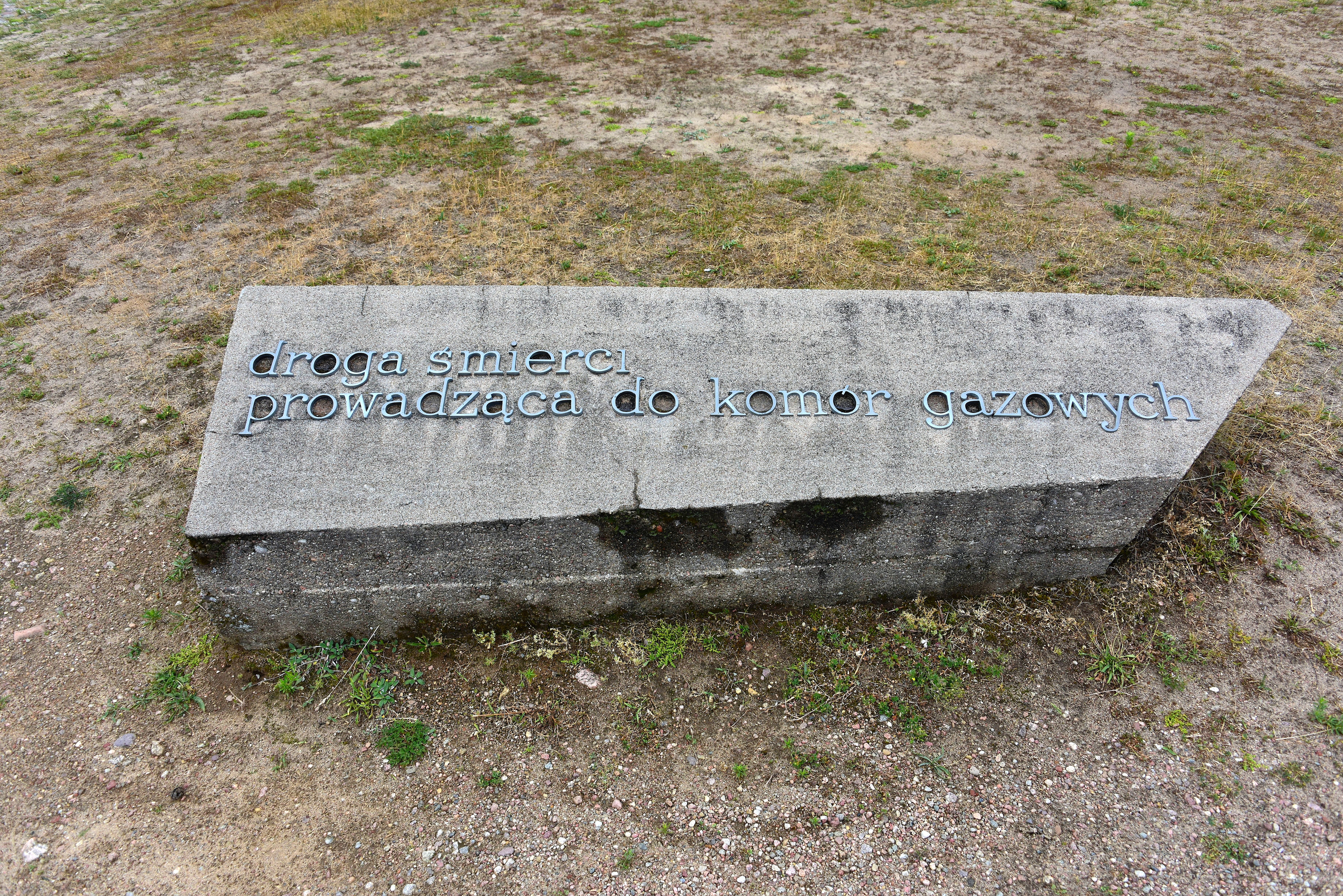
Oznaczenie przy drodze wiodącej do miejsca, w którym znajdowały się komory gazowe

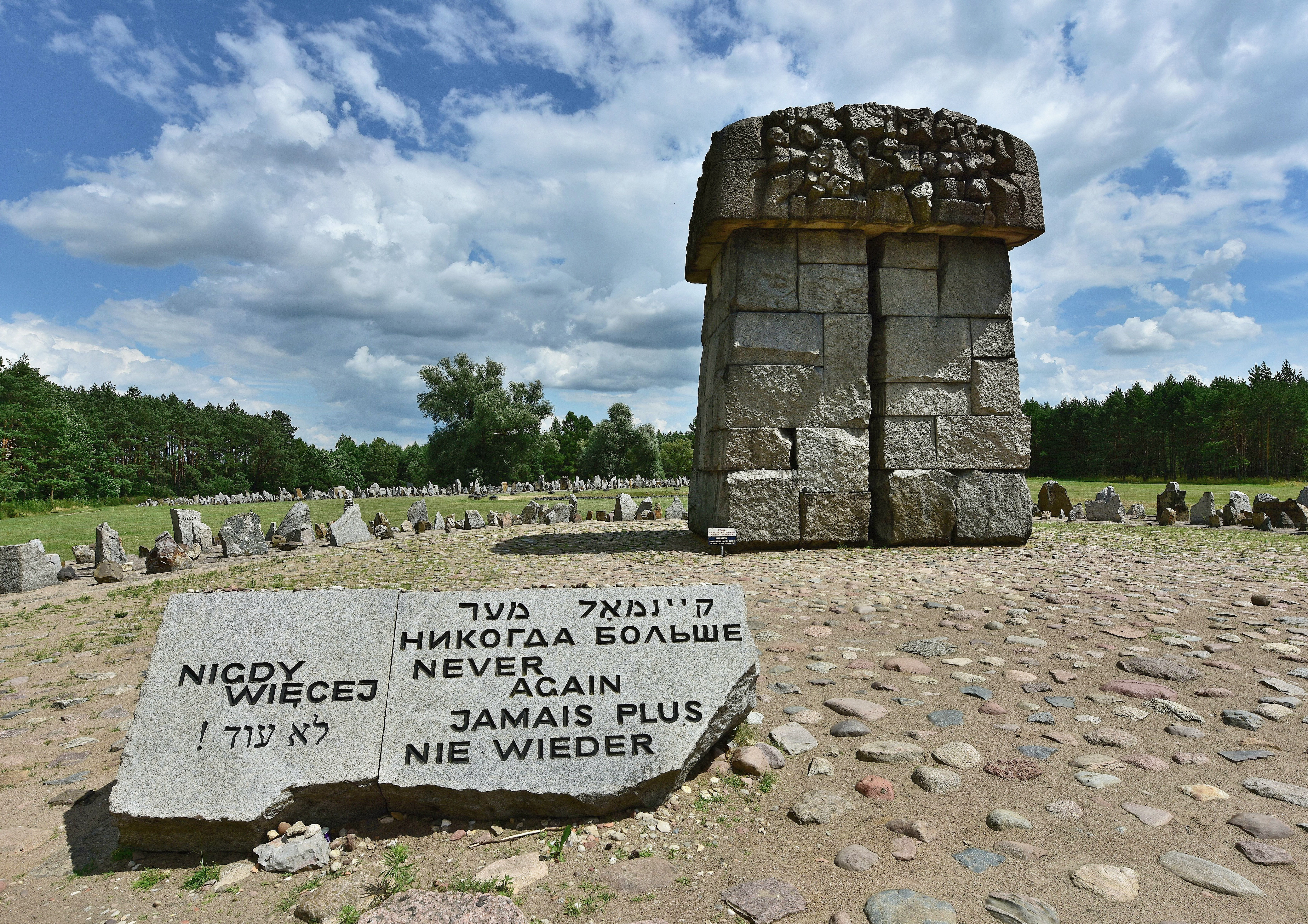
Pomnik-monument widziany od frontu. Na pierwszym planie tablica z napisem „Nigdy więcej” w siedmiu językach

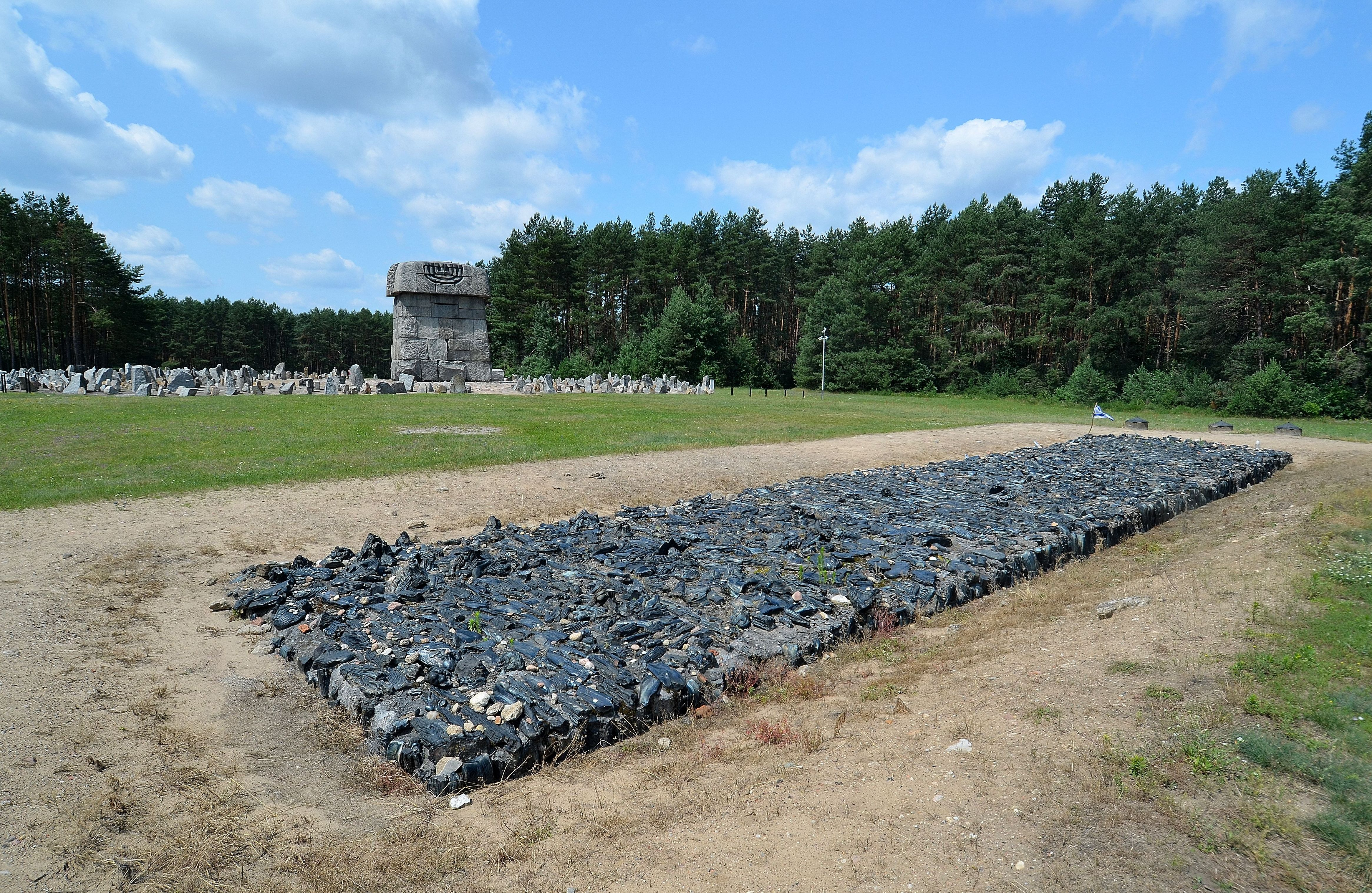
Płyta symbolizująca palenisko

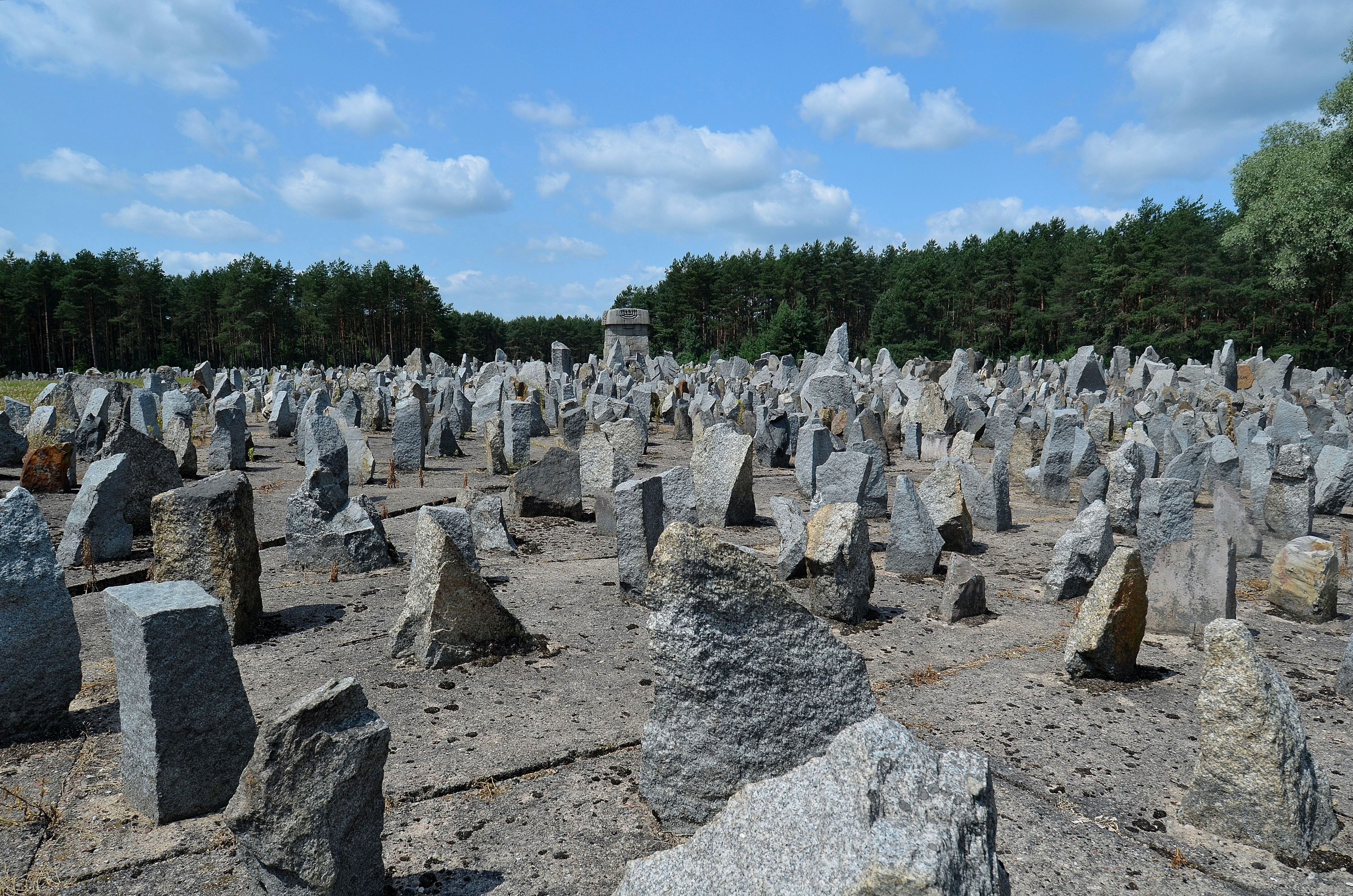
Kamienie-nagrobki

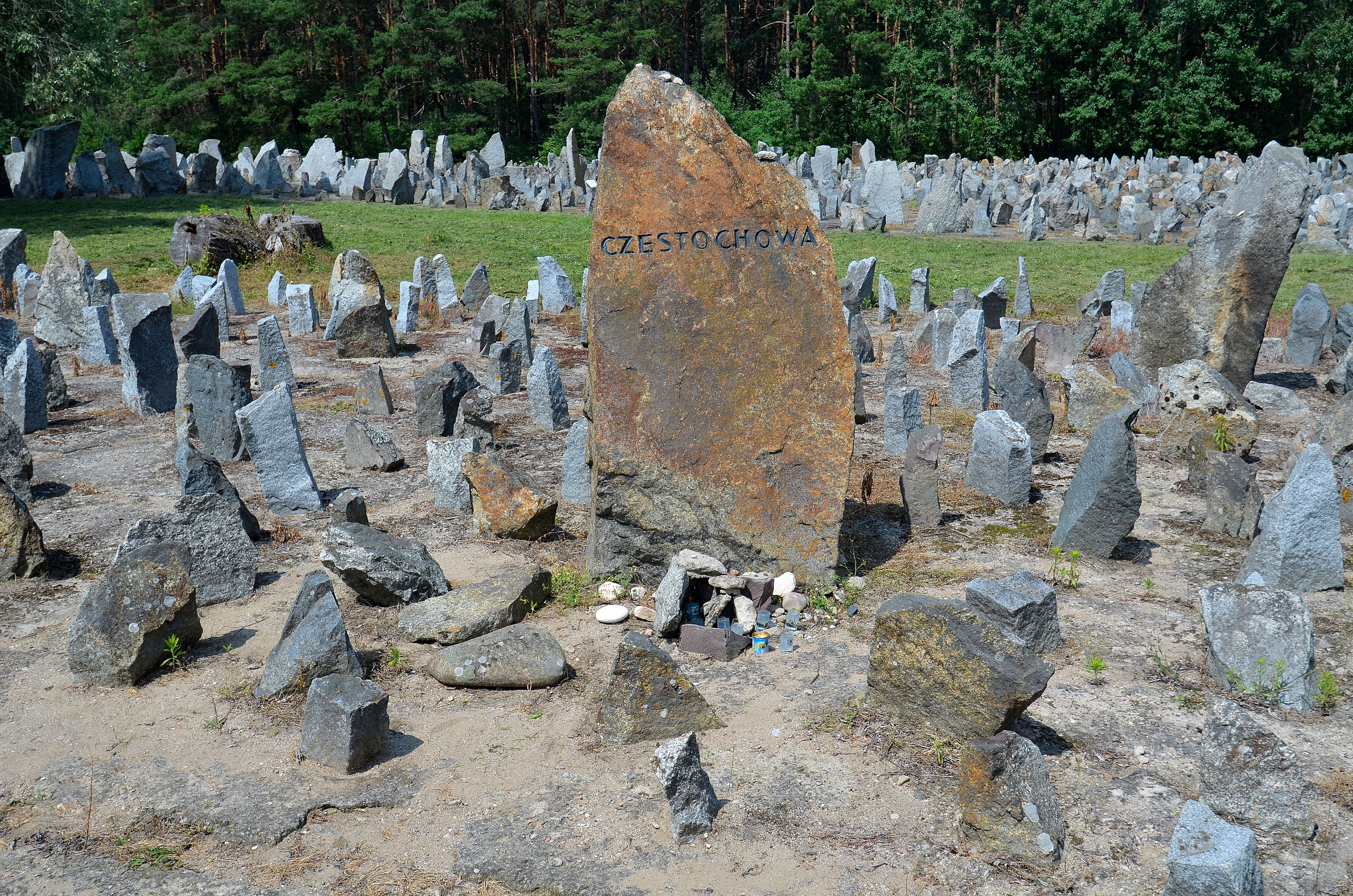
Głaz upamiętniający ofiary z Częstochowy

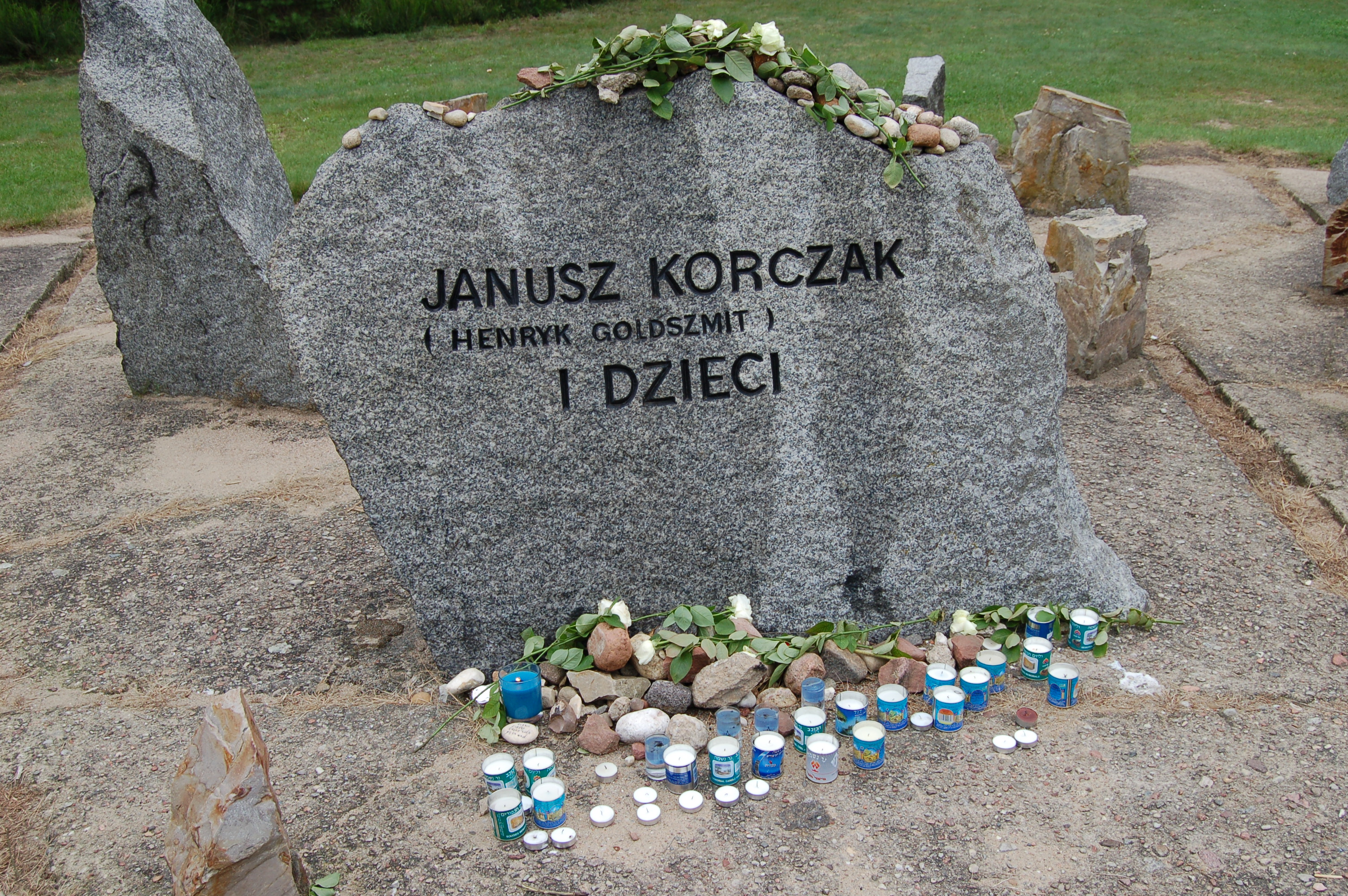
Głaz upamiętniający Janusza Korczaka i dzieci z warszawskiego Domu Sierot

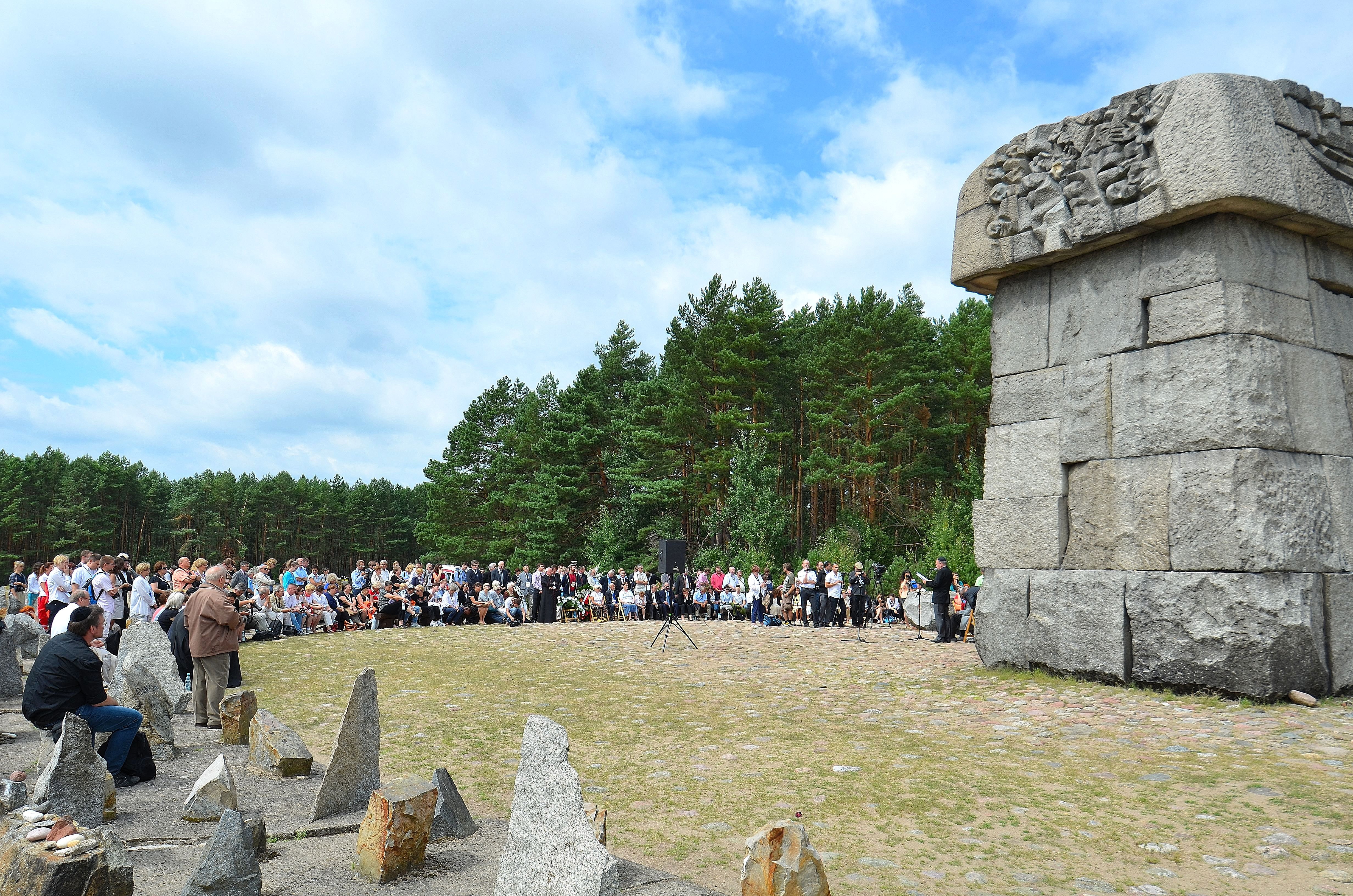
Uroczystości 70. rocznicy powstania w Treblince. Widoczna boczna ściana monumentu z płaskorzeźbami postaci ludzkich

Granice obozu Treblinka II wyznaczają poszarpane granitowe słupy o wysokości około dwóch metrów. Symboliczną bramę obozową  stanowią dwa betonowe bloki z wyrytym napisem „Obóz zagłady”. Przed bramą znajduje się siedem kamiennych tablic: na sześciu opisano pokrótce historię obozu (po angielsku, francusku, niemiecku, polsku, rosyjsku i w jidysz), podczas gdy na siódmej wyryto plan obozów Treblinka I i Treblinka II.
Od bramy ku symbolicznej rampie kolejowej prowadzi brukowana droga. W zamyśle Adama Haupta „kocie łby” symbolizują żydowskie sztetle, których istnienie zakończył Holocaust. Do rampy prowadzą także betonowe podkłady, symbolizujące tor kolejowy. Przy rampie znajdują się głazy z wyrytymi nazwami państw, z których deportowano Żydów do obozu zagłady w Treblince. Początkowo upamiętniono w ten sposób Austrię, Belgię, Bułgarię, Czechosłowację, Francję, Grecję, Jugosławię, Niemcy, Polskę i ZSRR. W 2008 roku dodano jedenasty kamień z napisem „Macedonia”.
Z rampy na leśną polanę, gdzie znajduje się monument, także prowadzi droga wyłożona „kocimi łbami”. Stanowi ona odwzorowanie drogi, którą ofiary musiały pokonać z rampy do komór gazowych. Po jej bokach przy użyciu kamieni zaznaczono miejsca, gdzie znajdowały się baraki-rozbieralnie.
Centralnym elementem założenia przestrzenno-pomnikowego jest monument autorstwa Franciszka Duszeńki, wzniesiony w miejscu, gdzie miał znajdować się budynek z „nowymi” komorami gazowymi. Jest on wysoki na osiem metrów. Zbudowano go z nieobrobionych bloków granitowych, nawiązujących wyglądem do jerozolimskiej Ściany Płaczu. Przez środek frontowej (zachodniej) ściany biegnie szczelina, przypominająca pęknięcie. Monument wieńczy „czapa”; na jej trzech ścianach – frontowej i obu bocznych – wyryto płaskorzeźby przedstawiające postacie ludzkie z twarzami ściągniętymi bólem. Płaskorzeźby – zatytułowane „Męczeństwo”, „Kobiety i dzieci”, „Walka”, „Przetrwanie” – symbolizują rozgrywającą się w obozie tragedię. Na szczycie frontowej ściany „czapy” widnieją ponadto dłonie rozłożone w geście błogosławieństwa, a płaskorzeźba na ścianie tylnej (wschodniej) przedstawia menorę. Przed pomnikiem stoi kamienna płyta, na której w językach angielskim, francuskim, hebrajskim, niemieckim, polskim, rosyjskim i jidysz wyryto napis „Nigdy więcej”.
Za pomnikiem znajduje się upamiętnienie miejsca, w którym Niemcy palili zwłoki ofiar. Ma formę betonowej płyty w kształcie prostokąta, długiej na 22 metry i szerokiej na 4,5 metra, nieznacznie zagłębionej w grunt. Płyta została poczerniona przy użyciu sadzy angielskiej oraz pokryta bazaltowymi „soplami”, pozyskanymi nieodpłatnie z fabryki w Starachowicach. Kształt „sopli” przywodzi na myśl zwęglone ludzkie ciała i połamane kości. Wokół ustawiono osiemnaście lamp na ciekłe paliwo, które zapalone tworzą wrażenie płonącego stosu. Symboliczne palenisko jest uważane za najbardziej poruszający element upamiętnienia w Treblince.
Teren dookoła pomnika został podzielony na trzy pola o łącznej powierzchni ok. 22 tys. m². Zostały one pokryte warstwą betonu, naturalnie i miękko układającego się na nierównościach terenu. W ten sposób pozostałości po masowych grobach zostały ostatecznie zabezpieczone przed „poszukiwaczami skarbów”. Na polach ustawiono około 17 tys. kamieni różnej wielkości, o ostrych i nieobrobionych kształtach. Według jednej z interpretacji, ich liczba nawiązuje do maksymalnej liczby osób, która mogła być zamordowana w komorach gazowych Treblinki w ciągu jednego dnia. Same kamienie mogą być natomiast interpretowane jako „pochód ludzi donikąd”, jako macewy, lub jako nawiązanie do żydowskiego obyczaju kładzenia na grobie małych kamyków. Zarówno głazy, jak i monument, zostały wykonane z popielatego granitu sprowadzonego ze Strzegomia.
Na niektórych kamieniach umieszczono nazwy miejscowości, z których wywieziono do Treblinki co najmniej 1000 Żydów. Pierwotnie upamiętniono w ten sposób 130 miejscowości. W 1998 roku wyryto kolejnych 86 nazw; upamiętniających przede wszystkim miejscowości z obszaru dawnego Okręgu Białystok, które po 1945 roku znalazły się poza granicami Polski.
Broszura Plan kamieni symbolicznych, wydana przez Muzeum Treblinka w 2019 roku, wymienia nazwy 222 miejscowości, które upamiętniono kamieniami na terenie byłego obozu zagłady:
- Adamów
- Augustów
- Baranów Sandomierski
- Biała Podlaska
- Biała Rawska
- Białobrzegi
- Białystok
- Bielsk Podlaski
- Bliżyn
- Błędów
- Błonie
- Bodzanów
- Bodzentyn
- Brańsk
- Brok
- Busko-Zdrój
- Celestynów[h]
- Chęciny
- Chmielnik
- Choroszcz
- Ciechanowiec
- Ciepielów
- Częstochowa
- Ćmielów
- Dąbrowa Białostocka
- Dęblin[i]
- Dobre
- Druskienniki
- Drzewica
- Falenica
- Garbatka
- Garwolin
- Głowaczów
- Głowno
- Gniewoszów
- Golędziszów[j]
- Goniądz
- Gorzkowice
- Góra Kalwaria
- Grajewo
- Grodno
- Grodzisk Mazowiecki
- Gródek Biał.
- Grójec
- Iłża
- Indura
- Iwaniska
- Jadów
- Jałówka
- Janów
- Janów Podlaski
- Jasionówka
- Jedlińsk
- Jedwabne
- Jeziory
- Jeżów
- Jędrzejów
- Kałuszyn
- Kamieńsk
- Karczew
- Kielce
- Kiełbasin
- Kleszczele
- Klimontów
- Knyszyn
- Kock
- Koluszki
- Kołbiel
- Koniecpol
- Konstantynów
- Końskie
- Koprzywnica
- Korycin
- Kosów Lacki
- Kozienice
- Krynki
- Kuflew
- Kunów
- Kuźnica Białostocka
- Latowicz
- Legionowo
- Lipsko nad Wisłą
- Ludwisin[k]
- Łagów
- Łapy
- Łaskarzew
- Łochów
- Łomża
- Łosice
- Łowicz
- Łuków
- Łunna
- Łysków
- Magnuszew
- Maków Mazowiecki
- Małkinia
- Małogoszcz
- Marianów[j]
- Mariampol
- Michałowo
- Międzyrzec Podlaski
- Milejczyce
- Mińsk Mazowiecki
- Mława
- Mniszew
- Mogielnica
- Mordy
- Mosty
- Mrozy
- Mszczonów
- Narew
- Nasielsk
- Nowe Miasto nad Pilicą
- Nowy Korczyn
- Oblas
- Odelsk
- Opatów
- Opoczno
- Orla
- Osiek
- Ostrowiec
- Ostrów Mazowiecka
- Ostryna
- Otwock
- Ożarów
- Pacanów
- Parysów
- Piaseczno
- Pionki
- Piotrków
- Pińczów
- Płock
- Policzna
- Porozów
- Porzecze
- Pruszków
- Prużana
- Przedbórz
- Przemyśl
- Przygłów
- Przysucha
- Przytyk
- Pułtusk
- Raciąż
- Radom
- Radomsko
- Radoszyce
- Radziłów
- Radzymin
- Rajgród
- Rawa Mazowiecka
- Rembertów
- Roś
- Różana
- Sandomierz
- Sarnaki[i]
- Sarnów
- Serokomla
- Sędziszów
- Sidra
- Sieciechów
- Siedlce
- Siemiatycze
- Siennica
- Sienno
- Skaryszew
- Skarżysko-Kamienna
- Skidel
- Skierniewice
- Sławatycze
- Słupia Nowa
- Sobienie-Jeziory
- Sobolew
- Sochaczew
- Sokołów Podlaski
- Sokoły
- Sokółka
- Solec nad Wisłą
- Stanisławów
- Starachowice
- Staszów
- Sterdyń
- Stoczek
- Stoczek Łukowski
- Stopnica
- Stromiec
- Suchedniów
- Suchowola
- Sulejów
- Szczekociny
- Szydłowiec
- Śniadowo
- Świsłocz
- Tarczyn
- Tarłów
- Terespol
- Tłuszcz
- Tomaszów Mazowiecki
- Trzcianne
- Ujazd
- Warka
- Warszawa
- Wasilków
- Wawer
- Węgrów
- Wierzbnik
- Wiskitki
- Wisznice
- Włoszczowa
- Wodzisław
- Wolanów
- Wołkowysk
- Wołomin
- Wołpa
- Wyszków
- Wyszogród
- Zabłudów
- Zawichost
- Zwoleń
- Żarki
- Żarnów
- Żelechów

W 1978 roku odsłonięto kamień poświęcony Januszowi Korczakowi i jego podopiecznym z warszawskiego Domu Sierot. Jest to jedyne imienne upamiętnienie w byłym obozie zagłady. Od przyjętej konwencji odbiega jeszcze jeden kamień, na którym widnieje napis „Męczennikom getta warszawskiego”.
W ocenie Marka Kuci zespół pomnikowy w Treblince był prawdopodobnie jedynym pomnikiem w całym ówczesnym bloku wschodnim, który upamiętniając miejsce zbrodni hitlerowskich, w tak jednoznaczny sposób wskazywał na żydowskie pochodzenie ofiar.
W 1964 roku twórcom pomnika przyznano Państwową Nagrodę Artystyczną w dziedzinie plastyki. Pomnik w Treblince opisywany jest jako dzieło wybitne i nowatorskie, „wybitne dzieło architektury pomnikowej i najbardziej poruszająca kompozycja architektoniczno-rzeźbiarska poświęcona pamięci ofiar Holocaustu w Polsce”, a także „arcydzieło niemające sobie równego w sztuce przestrzennej”. W 1994 roku nowojorskie The Jewish Museum uznało go za najbardziej poruszający pomnik ofiar Holocaustu na świecie. James E. Young także określa go mianem „najwybitniejszego ze wszystkich pomników upamiętniających Holocaust”. W ocenie Haliny Taborskiej pomnik w Treblince jest najznakomitszym w Polsce i jednym z najznakomitszych na świecie upamiętnień Zagłady, a zdaniem Marka Kuci – wzorcowym przykładem upamiętnienia Holocaustu. Z kolei zdaniem Franka van Vree pomnik w Treblince należy zaliczyć do „grona najbardziej wstrząsających miejsc pamięci”. Ponadto uważa on, że „pomnik ten przyćmił inne sobie współczesne” i mimo upływu kilkudziesięciu lat nie stracił na aktualności, stając się punktem odniesienia dla innych upamiętnień Holocaustu – m.in. w trakcie debaty na temat projektu Pomnika Pomordowanych Żydów Europy w Berlinie.
Od 1964 roku przy pomniku corocznie odbywają się uroczystości poświęcone ofiarom obozu zagłady. Początkowo były organizowane przełomie kwietnia i maja, równolegle do obchodów rocznicy powstania w getcie warszawskim. Obecnie odbywają się 2 sierpnia, w rocznicę buntu więźniów.